# 久麻久站
久麻久站（日语：／ Kumaku eki */?）是一座位於愛知縣幡豆郡西尾町熊味（現時：西尾市熊味町），名古屋鐵道（名鐵）（舊）西尾線的車站（廢站）。

## 歷史
在西尾線的前身西三軌道開業時（岡崎新 - 西尾），此站已經存在。當初，計劃中的車站距離天王門站較近。後來由於熊味地區的居民寄贈地址，因此便把車站設置於該處。車站名稱久麻久是取自舊・久麻久村和附近的久麻久神社。
- 1911年（明治44年）10月30日 - 西三軌道岡崎新至西尾之間開業，此站啟用。
- 1912年（明治45年）1月25日 - 西三軌道改名為西尾鐵道。
- 1926年（大正15年）12月1日 - 西尾鐵道與愛知電氣鐵道（日语：愛知電気鉄道）合併。岡崎新至西尾至吉田港之間的路線名稱為西尾線。
- 1928年（昭和3年）10月1日 - 此站至（暫時）西尾口至（新）西尾至一色口之間的新線開業。此站至天王門站至（舊）西尾至一色口之間被廢除。
- 1929年（昭和4年）4月1日 - 西尾線岡崎新至西尾之間電氣化（600V）和改軌距至1067mm。
- 1935年（昭和10年）8月1日 - 愛知電氣鐵道與名岐鐵道合併為名古屋鐵道。成為名古屋鐵道的車站。
- 1943年（昭和18年）12月16日 - 西尾線岡崎新至西尾之間成為不要不急路線而暫停營業。此站也暫停營業。
- 1959年（昭和34年）11月25日 - 車站正式被廢除。

## 相鄰車站
名古屋鐵道
西尾線（舊線）
三江島－久麻久－西尾口
愛知電氣鐵道
西尾線（舊線）（舊走線，1928年廢除）
久麻久－天王門站
曾經此站與三江島站之間設有三和川站（於1917年廢除）和八面站（廢除日不詳）。

## 注腳
1. ↑  鐵道省 編著 《鉄道停車場一覧 昭和12年10月1日現在》p.359 川口印刷所出版部 1937年 國立國會圖書館數碼化收藏
2. ↑  西尾市（編）. . 西尾市. 1978: 1267 （日语）.